# Korekijo Takahaši
Korekijo Takahaši (japonsky: 高橋 是清; 27. července 1854 Tokio – 26. února 1936 Tokio) byl japonský politik, v letech 1921 až 1922 premiér Japonska. Byl rovněž mnohokrát ministr financí (1913–1914, 1918–1922, 1927, 1931–1934 a 1934–1936). Vedle toho držel též posty ministra zemědělství (1924–1925, 1925), obchodu (1925) a spravedlnosti (1925). V letech 1911–1913 byl guvernérem japonské centrální banky. Byl představitelem strany Rikken Seijúkai (Společenství přátel konstituční vlády), kterou v letech 1921–1925 vedl. V roce 1936, během výkonu funkce ministra financí, byl zavražděn. Osudným se mu stala opatření, k nimž ho donutila velká hospodářská krize.

## Život
Byl nemanželským synem dvorního malíře na hradě Edo a byl adoptován nízko postaveným samurajem. Studoval angličtinu a americkou kulturu na soukromé škole vedené misionářem Jamesem Hepburnem. Roku 1867 odjel do Kalifornie ve Spojených státech, ale informace o jeho pobytu zde se rozcházejí. Podle jedné verze pracoval v USA jako dělník, podle jiné studoval a nešťastnou náhodou se dostal do otroctví.
Po svém návratu do Japonska v roce 1868 vyučoval angličtinu na střední škole. Poté pracoval jako nižší úředník na ministerstvu školství a poté na ministerstvu zemědělství a obchodu. Byl jmenován prvním šéfem Japonského patentového úřadu a pomáhal organizovat patentový systém v Japonsku. V jednu chvíli rezignoval na své vládní funkce a odjel do Peru, aby založil podnik na těžbu stříbra, ale neuspěl a vrátil se domů.
V roce 1892 začal pracovat v centrální bance, roku 1899 byl již jejím viceprezidentem. Během rusko-japonské války v letech 1904–1905 získal v této funkci zahraniční půjčky, které byly rozhodující pro japonské válečné úsilí. Zajistil prostředky zejména od amerického finančníka Jacoba Schiffa a od britské větve rodiny Rothschildů. Za tyto své zásluhy byl roku 1905 jmenován senátorem (členem sněmovny šlechticů), roku 1906 baronem (danšaku) a roku 1911 postaven do čela centrální banky.
V roce 1913 vstoupil do politiky, když byl prvně jmenován ministrem financí. V roce 1920 byl povýšen na vikomta (šišaku). Poté, co byl v roce 1921 zavražděn premiér Hara, byl Takahaši jmenován předsedou vlády i předsedou strany Rikken Seijúkai. Stal se tak druhým křesťanským premiérem v japonské historii. Jeho funkční období trvalo méně než sedm měsíců, především kvůli jeho neschopnosti zkrotit frakce ve vlastní straně. V roce 1924 byl zvolen do dolní komory japonského parlamentu, roku 1925 vystoupil ze strany.
Po vypuknutí velké hospodářské krize v roce 1929 zavedl z pozice ministra financí odvážná opatření, která zahrnovala opuštění zlatého standardu, snížení úrokových sazeb a využití centrální banky k financování značných rozpočtových deficitů. Tato politika mu vynesla také přezdívku "japonský Keynes". Jeho rozhodnutí snížit vládní výdaje v roce 1935 ovšem vedlo k nepokojům v japonské armádě, jejíž radikální frakce ho také v únoru 1936 nechala zavraždit, v rámci neúspěšného puče známého jako incident 26. února.
Jeho politice se připisuje vyvedení Japonska z velké hospodářské krize, ale po jeho zavraždění vedla k prudkému nárůstu inflace, protože jeho nástupci se neodvážili škrtit výdaje, zejména na zbrojení.
Spolu se Makoto Saitóem (který rovněž zahynul během pokusu o vojenský puč) byl nadlouho posledním zavražděným japonským premiérem (až do vraždy Šinzó Abeho v roce 2022).